# Manno Charlemagne
Joseph Emmanuel "Manno" Charlemagne (Carrefour, 1948 – Miami, 10 december 2017) was een Haïtiaans zanger, politiek activist en politicus. Hij zong protestliederen, vaak in het Kreyòl, die hij begeleidde op akoestisch gitaar. Van 1995 tot 1999 was hij de burgemeester van de hoofdstad Port-au-Prince.

## Biografie
Charlemagne groeide op in de voorstad Carrefour van Port-au-Prince. Hij zat op het koor van zijn katholieke school. Verder werd hij muzikaal beïnvloed door de muziek van het platteland. Deze werd meegebracht door mensen die naar de stad migreerden op zoek naar betere levensomstandigheden.
In de jaren '70 was hij lid van de beweging Kilti Libete ("Cultuur-Vrijheid") die de volkscultuur probeerde te bevorderen. Onderdeel hiervan was de akoestische muziek. Charlemagne schreef muziek in de twoubadou-traditie.
Omdat de regering van Jean-Claude Duvalier veel culturele en politieke protestuitingen onderdrukte, ging Charlemagne in het begin van de jaren '80 in ballingschap. Na de val van Duvalier in 1986 keerde hij terug naar Haïti. Hij bleef actief met het organiseren van politieke groepen, en in de volksmuziek. Hij richtte de groep Koral Konbit Kafou op, waarin een aantal slagwerkers uit een vodoutempel was opgenomen.
Zijn steun aan de basisbeweging bracht hem regelmatig in problemen met het leger. Nadat hij een aantal doodsbedreigingen ontving, bracht hij een aantal jaren in de clandestiniteit door. Hij steunde de partij Jean-Bertrand Aristide. Toen het leger in 1991 een coup tegen Aristide organiseerde, vluchtte Charlemagne naar de Argentijnse ambassade, en verbleef daarna weer een aantal jaar in ballingschap.
Toen Aristide in 1994 na een interventie van de Verenigde Naties weer aan de macht kwam, keerde Charlemagne terug. In 1995 werd hij verkozen als burgemeester van Port-au-Prince voor de partij van Aristide, Fanmi Lavalas. Hij versloeg hierbij Evans Paul, die gezien werd als de opvolger van Aristide. Charlemagnes bestuur werd echter niet als een succes gezien. In deze periode had hij weinig tijd voor muziek, maar in april 1997 trad hij in Port-au-Prince op met de Fugees.
Charlemagne speelde in 2002 mee in de film The Truth About Charlie van zijn vriend Jonathan Demme.
Manno Charlemagne overleed in 2017 op 69-jarige leeftijd aan de gevolgen van longkanker.

## Discografie

### Albums
| Album met eventuele hitnotering(en) in de Nederlandse Album Top 100 | Datum van verschijnen | Datum van binnenkomst | Hoogste positie | Aantal weken | Opmerkingen      |
| ------------------------------------------------------------------- | --------------------- | --------------------- | --------------- | ------------ | ---------------- |
| Nou Nan Male ak Oganizasyon Mondyal                                 | 1988                  | -                     |                 |              | Kako Productions |
| La Fimen                                                            | 1994                  | -                     |                 |              | Kako Productions |

- Bibliothèque nationale de France: cb16582943r (data)
- Gemeinsame Normdatei: 1045984361
- International Standard Name Identifier: 0000 0000 5104 9139
- Library of Congress Control Number: nr91043170
- MusicBrainz: 1f8b057d-71d2-4105-8d65-89c841c0e4b3
- Système universitaire de documentation: 077848047
- Virtual International Authority File: 26923354
- WorldCat: E39PBJjRXrjYm9GPGVJjCGPPcP